# تولید قهوه در هندوراس

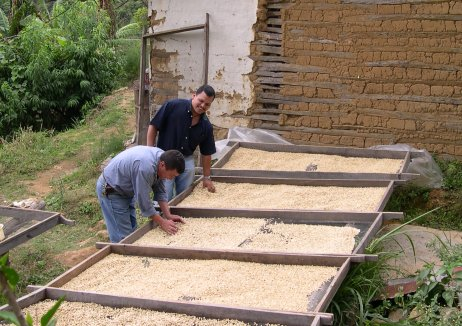
در حال خشک کردن قهوه ارگانیک تولید شده در سن خوانسیتو، هندوراس.

تولید قهوه در هندوراس در تاریخ کشور نقش ایفاء کرده است و برای اقتصاد هندوراس، اهمیت دارد. در سال ۲۰۱۱، هندوراس از لحاظ میزان تولید قهوه در آمریکای مرکزی، حائز رتیه اول گردید.